# Ґо Цзінцзін
Ґо Цзінцзін  (кит.: 郭晶晶, 15 жовтня 1981) — китайська стрибунка у воду, багаторазова олімпійська чемпіонка та чемпіонка світу.

## Виступи на Олімпіадах
| Олімпіада    | Дисципліна                           | Місце |
| ------------ | ------------------------------------ | ----- |
| Атланта 1996 | вишка                                | 5     |
| Сідней 2000  | трамплін                             | 2     |
| Сідней 2000  | синхронні стрибки з вишки з трамліна | 2     |
| Афіни 2004   | трамплін                             | 1     |
| Афіни 2004   | синхронні стрибки з вишки з трамліна | 1     |
| Пекін 2008   | трамплін                             | 1     |
| Пекін 2008   | синхронні стрибки з вишки з трамліна | 1     |